# Фавст Корнелій Сулла (квестор)
Фавст Корнелій Сулла (лат. Faustus Cornelius Sulla; 86 до н. е. — 46 до н. е.) — політичний та військовий діяч Римської республіки.

## Життєпис
Походив з патриціанського роду Корнеліїв Сулл. Син диктатора Луція Корнелія Сулли Фелікса і Цецилії Метелли.Мав сестру-близнючку Фаусту. Після смерті батька у 78 році до н. е. перебував під опікою Луція Лукулла.
У 66 році до н. е. на Фавста був поданий судовий позов з вимогою повернути казенні гроші, привласнені його батьком, проте ця скарга не була прийнята до розгляду. У 64 році до н. е. був монетарієм. У 63 році служив у війську Гнея Помпея на Сході. Брав участь у штурмі Єрусалиму і першим увірвався в місто.
У 60 році до н. е. влаштував гладіаторські ігри в пам'ять про батька. У 57 році до н. е. увійшов до колегії авгурів. У 56 році до н. е. обіймав посаду монетарія. У 54 році до н. е. був квестором, клопотав за свого брата Марка Скавра, звинуваченого у здирництві. В цьому ж році одружився з дочкою Гнея Помпея.
У 52 році до н. е. захищав в суді свого зятя Тіта Аннія Мілона, звинуваченого у вбивстві Клодія, і отримав від сенату доручення відновити згорілу курію Гостілія. Розтратив більшу частину успадкованого статку та був обтяжений великими боргами.
У громадянській війні 49—46 років до н. е. воював на боці свого тестя Помпея на посаді проквестора з пропреторськими повноваженнями. У 49 році до н. е. сенат спрямував його до Мавританії, проте народний трибун Луцій Марцій Філіп наклав вето на цю пропозицію.
Фавст набрав війська для Помпея і приєднався до нього в Епірі. У 48 році до н. е. в Македонії перешкоджав операціям Гнея Доміція Кальвіна. Після поразки Помпея при Фарсалі у 48 році до н. е. втік до Африки. Тут об'єднався з іншими помпеянцями. Після битви при Тапсі у 46 році до н. е. намагався перебратися до Іспанії, але потрапив у полон до цезаріанця Публія Сіттія і був страчений.

## Родина
Дружина — Помпея Магна
Діти:
- Фавст Корнелій Сулла
- Корнелія